# Sulfat de coure(II)
El sulfat de coure(II) és un compost químic cristal·lí de fórmula CuSO₄. Habitualment es troba en forma pentahidratada (CuSO₄·5H₂O), formant cristalls de color blau molt intens. La forma anhidra, en canvi, presenta un color verdós, blanc o gris pàl·lid. En la seva forma anhidra es presenta com una pols grisa o de color verd opac, mentre que en el seu pentahidratat (CuSO₄·5H₂O), la forma en què es troba més comunament, és de color blau brillant. La forma anhidra es produeix en forma d'un mineral poc comú anomenada calcocianita. La forma hidratada es presenta en la naturalesa com calcantita (pentahidratat). Antigament va ser anomenat blau de vidriol blau i pedra.

## Preparació
Per fer més viable econòmicament, el sulfat de coure és usualment comprat i no preparat en el laboratori. Pot ser produït per la reacció química de l'àcid sulfúric amb una varietat de compostos de coure(II). També es pot preparar per electròlisi de l'àcid sulfúric, usant elèctrodes de coure.

## Propietats químiques
Sulfat de coure pentahidratat es descompon abans de fondre, perdent quatre d'aigua d'hidratació a 110 °C a 200 °C a causa de la interrupció de les interaccions de van der Waals. A 650 °C de sulfat de coure (II) es descompon en òxid de coure(II), CuO, i triòxid de sofre, SO₃. El seu color blau es deu a la seva aigua d'hidratació. En entrar en contacte amb la flama, els seus cristalls es deshidraten i es tornen grisos. El sulfat de coure en la seva forma anhidra, és fortament higroscòpic i tòxic.

## Usos

### Com a herbicida, fungicida, pesticida
Sulfat de coure(II) pentahidratat és un fungicida. Barrejada amb calç es diu caldo bordelès o barreja de Bordeus i s'utilitza per al control de fongs en els raïms, melons i altres fruites. Una altra aplicació és el compost Cheshunt com una barreja de sulfat de coure(II) i carbonat d'amoni, s'utilitza en l'horticultura per evitar el col·lapse de les plàntules. El seu ús com a herbicida no està relacionat amb l'agricultura, sinó en el control de plantes aquàtiques invasores exòtiques i les arrels d'altres plantes invasores a prop de les canonades que contenen aigua. La forma diluïda de sulfat de coure s'utilitza per a tractar infeccions parasitàries en els peixos d'aquari, i també s'utilitza per eliminar els cargols dels aquaris. De tota manera, com els ions de coure són extremadament tòxics per als peixos, la dosi ha de ser molt ben controlada. La majoria de les espècies d'algues poden ser controlats amb una baixa concentració de sulfat de coure. El sulfat de coure(II) inhibeix el creixement de bacteris com l'Escherichia coli.

### Reactiu analític
Anàlisi química que utilitza sulfat de coure. S'utilitza en la solució de Fehling i solució de Benet XVI per a l'anàlisi de sucres reductors, que redueixen el sulfat de coure(II) (blau) d'òxid de coure(I) insoluble (vermell). El sulfat de coure(II) també s'utilitza en el reactiu de biuret per a l'anàlisi de proteïnes. També s'utilitza per a les proves per l'anèmia. L'examen es realitza a jugar una mica de sang en una solució de sulfat de coure(II) amb una densitat coneguda - suficient hemoglobina que conté la sang s'enfonsa ràpidament per la seva densitat, mentre que la sang no conté suficient hemoglobina suren o s'enfonsen lentament. En una prova de foc, els ions de coure emeten un fort blau-verd diu, molt més blau que l'examen anomenat bari.

### Classes de productes químics
El sulfat de coure(II) és sovint inclosos en els kits per als nens i nenes, i químic comunament utilitzat per obtenir cristalls en les escoles i els experiments de deposició de coure. Causa de la seva toxicitat, no es recomana per a nens petits. Sulfat de coure s'utilitza sovint per les manifestacions de reaccions exotèrmiques en la hidratació de minerals. La forma pentahidratat, que és de color blau, s'escalfa, es converteix en anhidre és de color gris, mentre que l'aigua que estava present en el pentahidratat s'evapori. Quan s'afegeix aigua a anhidre, això fa que la forma pentahidratat, recuperant el color blau conegut com a blau cúpric. A la demostració de la reacció d'intercanvi simple, el ferro es submergeix en una solució de sulfat de coure. El ferro comença a dissoldre, mentre que el coure precipita. El coure també pot ser elèctricament dipositats en el ferro.

### Altres usos
Altres aplicacions inclouen els tints de cabell, color de vidre, processament de cuir i tèxtils i els focs artificials com a colorant verd. És utilitzat pels ramaders de la solució de bany dels peus com una forma d'enduriment de la closca, el que redueix la incidència de coixeses.

## Seguretat
El sulfat de coure(II) està classificat com una substància perillosa (OMI Classe = 9, UN = 3,077), principalment perquè pot causar irritació per contacte amb les membranes mucoses i la pell. Aquesta irritació es deu a l'acidesa residual que té un producte del seu procés de fabricació. Igual que tota la sal de coure és soluble i és tòxica si s'ingereix. Pot causar irritació a la mucosa.

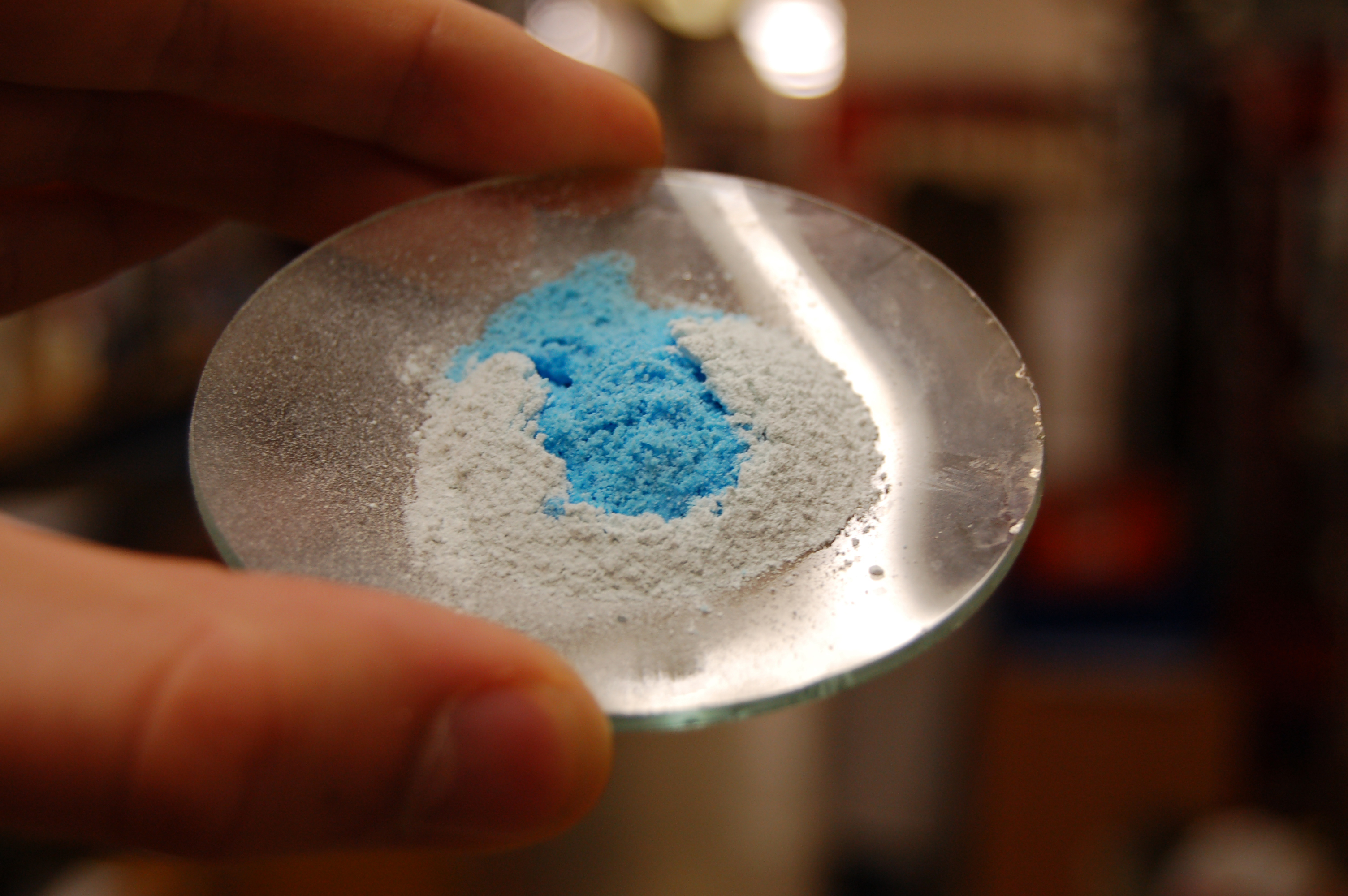
anhidra, pentahidratada